# 원소 광물
원소 광물 또는 엄밀하게 천연 원소 광물은 천연적으로 화학 원소(홑원소 물질)의 형태로 산출되는 광물이다. 천연 금속이나 흑연, 다이아몬드 따위가 있다.

## 같이 보기
- 맥석